# Namche Bazaar
Namche Bazaar (também Nemche Bazaar ou Namche Baza), em nepali:  नाम्चे बजार é uma vila no Solukhumbu (distrito)  no Parque Nacional de Sagarmatha no nordeste da capital do Nepal. Ela está localizada dentro da região do Khumbu, e espalhada pelos lados de uma colina em forma de ferradura, em uma altitude de 3440 metros no seu ponto mais baixo. Namche é o principal centro de comércio para a região do Khumbu com diversos escritorios do governo Nepales, um posto polícial e um banco.
Na época do censo de 2011 tinha uma população de 1540 residentes em 480 domicílios individuais.

## Geografia

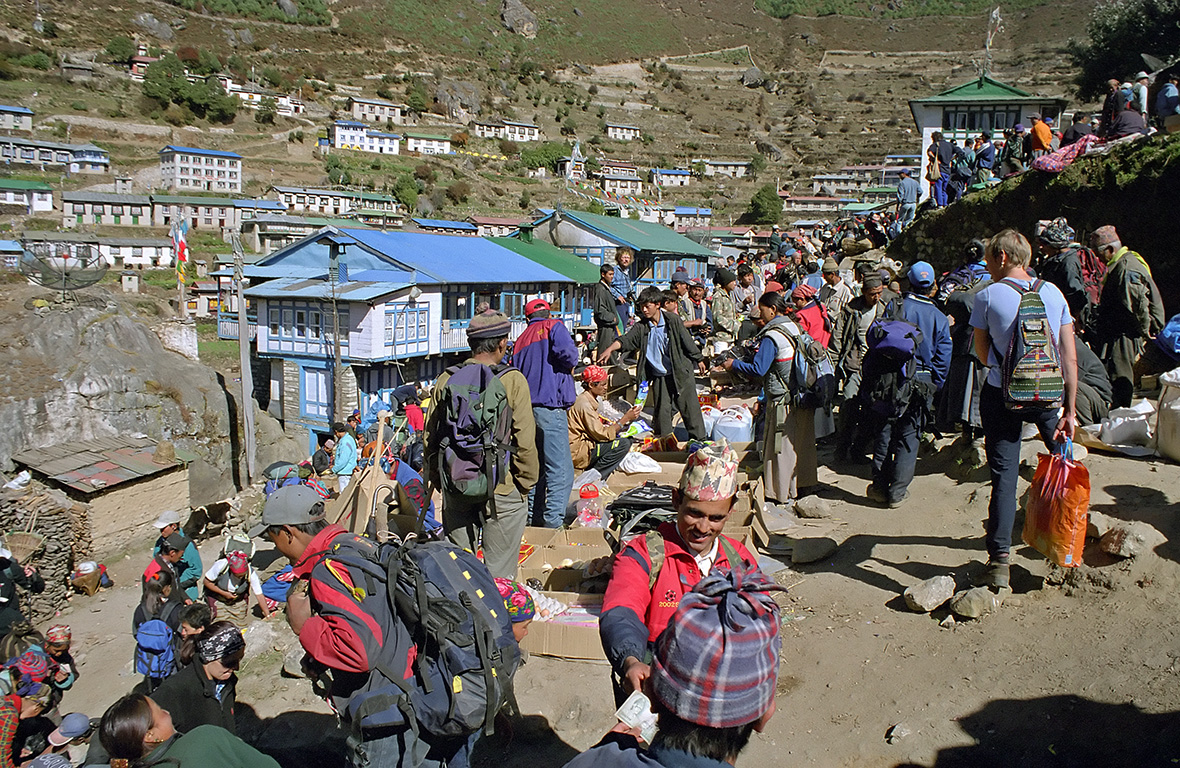
Mercado em Namche

Imediatamente a oeste de Namche está o Ri Kongde com 6.187 metros e para o leste é o monte Thamserku com 6.623 metros. Namche tem uma população permanente de cerca de 800 pessoas.

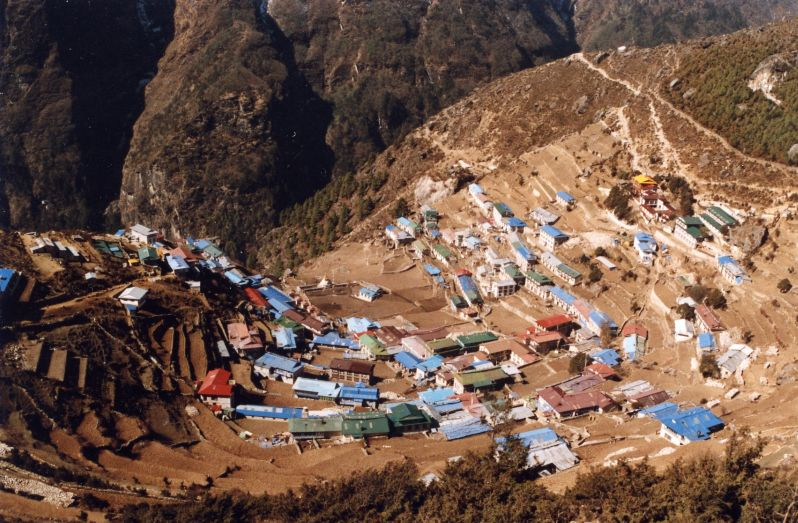
Vista de Namche Bazaar.

## Transportes
Em uma colina com vista para Namche Bazaar está o Aeroporto de Syanboche (3.750 m). Esta pista ainda está em uso, principalmente no período da manhã, quando as condições meteorológicas são mais estáveis. Somente aviões fretados voam para este pequeno aereoporto.
Não existem estradas que dão acesso ao vilarejo, somente trilhas por onde é trazido a maior parte do que é consumido localmente.

## Turismo

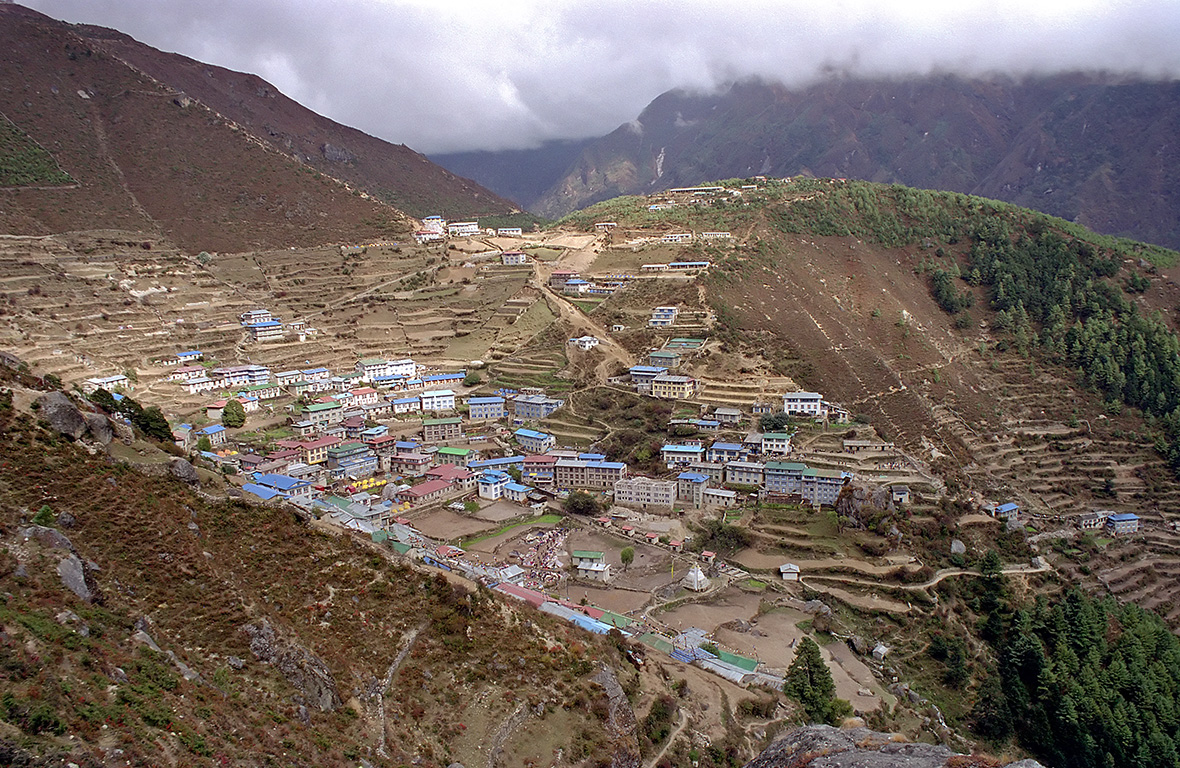
Namchee Bazzar

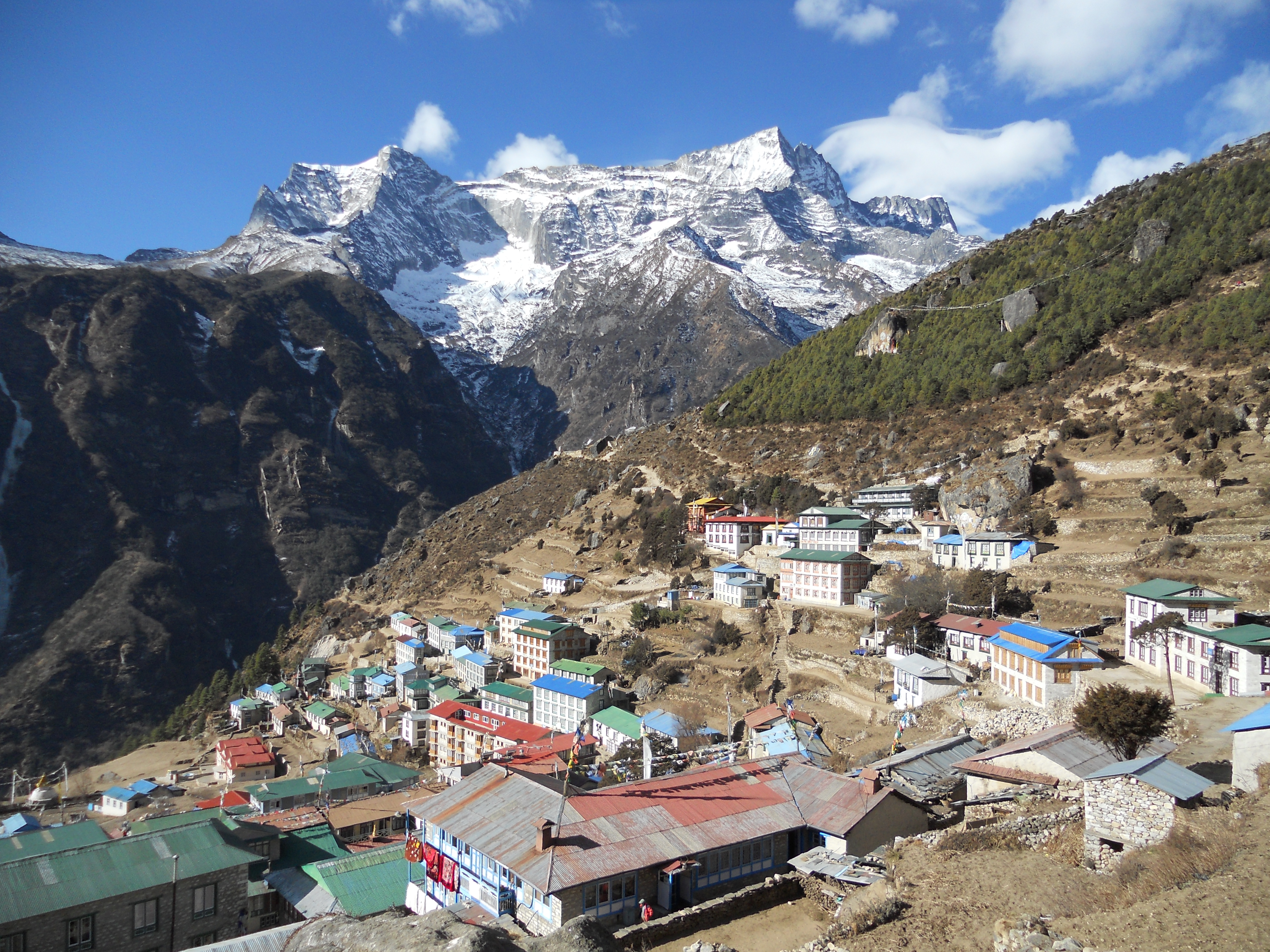
Namche na encosta da montanha

Namche Bazaar é popular entre os trekkers na região de Khumbu, especialmente para adaptação à altitude , e é a porta de entrada para a parte mais alta da Cordilheira do Himalaya. Centenas de trekkers chegam todos os dias a vila provenientes das trilhas que levam a Lukla, Dingboche, Gokyo, ou ao Campo Base do Everest.
A cidade tem um número de alojamentos e lojas para atender às necessidades dos visitantes, bem como um número de cafés de Internet, tornando-o um dos poucos lugares na região onde os trekkers podem acessar ao internet.
Nas manhãs de sábado, um mercado semanal é realizada no centro da aldeia, existindo também um mercado diário Tibetano onde roupas, artesanatos e bens de consumo chineses baratos são os principais artigos para venda.

## Clima
Namche tem verões frescos e chuvosos e invernos frios e secos, sendo afetado principalmente pela sua altitude e pela Monção no verão.
Para quem vai fazer trekkings a época ideal é a primavera (março e abril) e o outono (outubro e novembro), épocas em que a visibilidade das montanhas é ideal e a temperatura não muito fria.
Durante o inverno é possível fazer trekking sendo que o único empecilho, contornável com bom equipamento, é o frio.